# Ramón García
Ramón Antonio García (ur. 10 listopada 1987) – dominikański zapaśnik walczący w stylu klasycznym. Zajął dziewiąte miejsce na mistrzostwach świata w 2013. Brązowy medalista igrzyska panamerykańskich w 2011. Dwa medale igrzysk Ameryki Środkowej i Karaibów, srebrny w 2014. Sześciokrotny medalista mistrzostw panamerykańskich, złoto w 2013. Triumfator igrzysk boliwaryjskich w 2013 i mistrzostw Ameryki Płd. w 2014 roku.